# Inflanty szwedzkie
Inflanty szwedzkie (szw. Svenska Livland) – posiadłość Szwecji, istniejąca w latach 1621–1721, a formalnie od 1629 roku. Obejmowała tereny obecnej Estonii oraz część Łotwy.
Inflanty szwedzkie powstały po podboju szwedzkim Inflant, na mocy rozejmu w Altmarku z 1629 roku gdzie podzielono Inflanty na szwedzkie i polskie. Po przegranej III wojnie północnej Szwedzi zmuszeni byli po podpisaniu Pokoju w Nystad w 1721 roku oddać Inflanty Carstwu Rosyjskiemu.

## Gubernatorzy generalni
- Jacob De la Gardie (1622–1628)
- Gustaf Horn (1628–1629)
- Johan Skytte (1629–1633)
- Nils Assersson Mannersköld (1633–1634)
- Bengt Oxenstierna (1634–1643)
- Herman Wrangel (1643)
- Erik Eriksson Ryning (1644)
- Gabriel Bengtsson Oxenstierna (1645–1647)
- Magnus Gabriel De la Gardie (1649–1651)
- Gustaf Horn (1652–1653)
- Magnus Gabriel De la Gardie (1655–1657)
- Axel Lillie (1661)
- Bengt Oxenstierna (1662–1665)
- Clas Åkesson Tott (the younger) (1665–1671)
- Fabian von Fersen (1671–1674)
- Krister Klasson Horn (1674–1686)
- Jacob Johan Hastfer (1687–1695)
- Erik Dahlberg (1696–1702)
- Carl Gustaf Frölich (1702–1706)
- Adam Ludwig Lewenhaupt (1706–1709)
- Henrik Otto Albedyll (1709)
- Niels Jonsson Stromberg af Clastorp (1709–1710)